# Česká Bělá
Pour les articles homonymes, voir Bělá.
Česká Bělá (en allemand : Böhmisch Bela) est un bourg (městys) du district de Havlíčkův Brod, dans la région de Vysočina, en Tchéquie. Sa population s'élevait à 1 070 habitants en 2020.

## Géographie
Česká Bělá se trouve à 9 km au sud-sud-est de Chotěboř, à 10 km à l'est-nord-est de Havlíčkův Brod, à 29 km au nord-nord-est de Jihlava et à 103 km au sud-est de Prague.
La commune est limitée par Chotěboř au nord, par Jitkov, Oudoleň et Havlíčkova Borová à l'est, par Žižkovo Pole et Krátká Ves au sud, et par Jilemník, un quartier exclavé de Havlíčkův Brod, et Kojetín à l'ouest.

## Histoire
La première mention écrite de la localité date de 1257. La commune a le statut de městys depuis le 10 octobre 2006.